# Krystyna Laskowicz
Krystyna Izabela Laskowicz z domu Jastrzębiec-Dzięgielewska (ur. 23 października 1938 w Toruniu, zm. 17 marca 2013 w Poznaniu) – działaczka NSZZ Solidarność, twórczyni i wieloletnia dyrektorka jednej z pierwszych w Polsce niezależnych rozgłośni radiowych Radio S Poznań. 

## Życiorys
Córka Stanisława i Jadwigi. Absolwentka filologii polskiej na Uniwersytecie Adama Mickiewicza w Poznaniu, w 1978 obroniła doktorat. Działalność opozycyjną rozpoczęła pod koniec lat 70. XX w., kolportując niezależne wydawnictwa. We wrześniu 1980 zakładała struktury „Solidarności” na UAM. Internowana podczas stanu wojennego, po zwolnieniu w marcu 1982 wróciła do działalności opozycyjnej, zajmując się obiegiem informacji w strukturach podziemnych.
W 1990 była wraz z Janem Babczyszynem założycielką a następnie aż do 2000 prezeską Radia S Poznań, w latach 1992–1994 była redaktorką naczelną TV ES w Poznaniu. Pełniła funkcję dyrektorki Departamentu Komunikacji Społecznej w Kancelarii Prezesa Rady Ministrów Jerzego Buzka. W latach 2001–2004 pracowała w Instytucie Pamięci Narodowej jako kierowniczka Referatu Wystaw, Wydawnictw i Edukacji Historycznej Oddziałowego Biura Edukacji Publicznej.
W 2009 odznaczona Krzyżem Kawalerskim Orderu Odrodzenia Polski. W 2015 pośmiertnie odznaczona Krzyżem Wolności i Solidarności.
Została pochowana na Cmentarzu Junikowo w Poznaniu (pole 37-1-A1-6).